# Premio Museo de Historia Mexicana
El Premio Museo de Historia Mexicana es un galardón académico que se otorga cada dos años para reconocer contribuciones originales al conocimiento de la historia del noreste de México. El premio fue instituido en 2013 por el Patronato de los 3 Museos de Historia, a través del Museo de Historia Mexicana, y desde su creación, es concedido en dos categorías: trabajos de investigación y tesis de posgrado. Los ganadores son elegidos por un jurado calificador integrado por reconocidos especialistas en el ámbito de la historia y las ciencias sociales.

## Ganadores
| Año  | Categoría                | Galardonado                             | Obra |
| ---- | ------------------------ | --------------------------------------- | --- |
| 2013 | Trabajo de investigación | José Gabriel Martínez Serna             | Viñedos e Indios del desierto: fundación, auge y secularización de una misión jesuita en la frontera noreste de la Nueva España                                                                  |
| 2013 | Tesis de posgrado        | Eva Luisa Rivas Sada                    | Cambio tecnológico, dinámica regional y reconversión productiva en el norte de México. La Comarca Lagunera, 1925-1975                                                                            |
| 2015 | Trabajo de investigación | Sandra Kuntz Ficker                     | Los ferrocarriles en el norte de México, 1880-1910: demanda, mercado e impacto |
| 2015 | Tesis de posgrado        | Alberto Barrera Enderle                 | Contrabando y liberalismo: la transformación de la cultura política en las Provincias Internas de Oriente, 1808-1821                                                                             |
| 2018 | Trabajo de investigación | Jaime Sánchez Macedo                    | Donde habita el olvido: conformación y desarrollo del espacio público en el primer cuadro de la Ciudad de Monterrey, 1980-2007                                                                   |
| 2018 | Tesis de posgrado        | Karina Grissel Mendoza Torres           | Rutas y redes comerciales en la Nueva Vizcaya del siglo XVIII |
| 2020 | Trabajo de investigación | Emilio Machuca Vega                     | Historia de la Iglesia católica en Monterrey durante la época del Concilio Vaticano II, 1958-1968                                                                                                |
| 2020 | Tesis de posgrado        | Aarón Benjamín López Feldman            | Re-sentimientos de la nación: regionalismos, separatismos e imaginación política en narrativas de la excepcionalidad regiomontana                                                                |
| 2022 | Trabajo de investigación | José Chessil Dohvehnain Martínez Moreno | Arqueología e Historia posthumana del antiguo arte rupestre de México: un caso de investigación en San Luis Potosí                                                                               |
| 2022 | Tesis de posgrado        | Mijael Obando Belard Silvano            | Pregonar la paz, expandir el vicio: el aumento de la circulación del tabaco, y su introducción en las políticas de pacificación, reducción y congregación en el Nuevo Reino de León, (1626-1748) |
| 2024 | Trabajo de investigación | Diana Elizabeth Cepeda García           | La empresa cultural del Obispado de Monterrey: desde la época colonial hasta la conformación del Museo Regional de Nuevo León                                                                    |
| 2024 | Tesis de posgrado        | Moisés Alberto Saldaña Martínez         | La Arquidiócesis de Monterrey durante la etapa de conciliación entre la Iglesia y el Estado, 1938-1952                                                                                           |

## Menciones honoríficas
| Año  | Categoría                | Nombre                           | Obra |
| ---- | ------------------------ | -------------------------------- | --- |
| 2013 | Trabajo de investigación | Luis Adrián Díaz Santana Garza   | Entre el conjunto norteño y el conjunto tejano-mexicano: música e identidad en la frontera (del siglo XIX a 1970)                                                                         |
| 2013 | Tesis de posgrado        | Norma Ramos Escobar              | Concepciones y prácticas de la niñez en la educación pública nuevoleonesa, 1891-1940 |
| 2015 | Trabajo de investigación | No otorgado                      | No otorgado |
| 2015 | Tesis de posgrado        | Jesús Gerardo Ramírez Almaraz    | Apaches y comanches en Nuevo León, 1836-1881 |
| 2018 | Trabajo de investigación | Luis Enrique Pérez Castro        | Incautación de Cristalería S.A. de Monterrey en la coyuntura de la elección presidencial de 1946                                                                                          |
| 2018 | Tesis de posgrado        | Iván Alejandro López Nieto       | La ciudad como registro material de la relación cultura-naturaleza: la producción del paisaje del área metropolitana de Monterrey                                                         |
| 2020 | Trabajo de investigación | Edmundo Derbez García            | La rebelión contra el hombre que Dios hizo feo: gestación y resistencia del movimiento constitucionalista en el noreste de México en la primavera de 1913                                 |
| 2020 | Tesis de posgrado        | Javier Rodríguez Cárdenas        | Territorialización y estructuras eclesiásticas en el Nuevo Reino de León durante las visitas pastorales del Obispo de Guadalajara, 1753-1760                                              |
| 2022 | Trabajo de investigación | Oscar Abraham Rodríguez Castillo | El otro lado del progreso: condiciones laborales y disciplina fabril en Monterrey (1890-1910)                                                                                             |
| 2022 | Tesis de posgrado        | David Ricardo Martínez Romero    | Matehuala: poblamiento e incorporación de una zona de frontera de la América septentrional a la Monarquía Hispánica, (1600-1750)                                                          |
| 2024 | Trabajo de investigación | Enrique Tovar Esquivel           | Los sarapes de Saltillo: patrimonio perdido de Nuevo León: historia de los sarapes ‘saltilleros’ tejidos industriosamente por las mujeres nuevoleonesas en la primera mitad del siglo XIX |
| 2024 | Tesis de posgrado        | Denisse Alisa Palomo Ligas       | Telares, hilos y agujas: la fuerza del trabajo femenino en la industria textil de Coahuila y Nuevo León, 1890-1940                                                                        |